# Onuphis litabranchia
Onuphis litabranchia är en ringmaskart som beskrevs av Chamberlin 1919. Onuphis litabranchia ingår i släktet Onuphis och familjen Onuphidae. Inga underarter finns listade i Catalogue of Life.